# Buch (Schaffhouse)
Pour les articles homonymes, voir Buch.
Buch est une commune suisse du canton de Schaffhouse.

## Géographie

Vue aérienne (1958).

Selon l'Office fédéral de la statistique, Buch mesure 3,79 km2.

## Démographie
Selon l'Office fédéral de la statistique, Buch compte 293 habitants en 2008. Sa densité de population atteint 77 hab./km2.
Le graphique suivant résume l'évolution de la population de Buch entre 1850 et 2008 :